# European chemical Substances Information System
Europejski System Informacji o Substancjach Chemicznych (ang. European chemical Substances Information System – ESIS) – obecnie już nieistniejący system informacji o substancjach chemicznych prowadzony przez Instytut Ochrony Zdrowia i Konsumenta. Zapewniał dostęp do wykazów i list:
- EINECS (European Inventory of Existing Commercial chemical Substances) – Europejski Wykaz Istniejących Substancji o Znaczeniu Komercyjnym (Dz. Urz. WE C 146A z 15.6.1990),
- ELINCS (European List of Notified Chemical Substances) – Europejski Wykaz Notyfikowanych Substancji Chemicznych (w oparciu o Dyrektywę 92/32/EEC, siódmą poprawkę do Dyrektywy 67/548/EEC),
- NLP (No-Longer Polymers) – wykaz „No-Longer Polymers”,
- BPD (Biocidal Products Directive) – substancje aktywne umieszczone w załączniku I lub Ia Dyrektywy 98/8/EEC albo w liście substancji biobójczych niezawartych w tych załącznikach,
- PBT (Persistent, Bioaccumulative and Toxic) – trwałe, mające zdolność do bioakumulacji i toksyczne,
- vPvB (very Persistent and very Bioaccumulative) – bardzo trwałe i mające dużą zdolność do bioakumulacji,
- C&L (Classification and Labelling) – klasyfikacja i oznakowanie (zgodnie z Dyrektywą 67/548/EEC i 1999/45/EC),
- Export and Import of Dangerous Chemicals – eksport i import niebezpiecznych substancji chemicznych zawartych w załączniku I Rozporządzenia (WE) Nr 689/2008,
- HPVCs (High Production Volume Chemicals) – chemikalia produkowane w ilościach powyżej 1000 ton na jednego producenta/importera wraz z listą producentów/importerów w UE,
- LPVCs (Low Production Volume Chemicals) – chemikalia produkowane w ilościach 10-1000 ton na jednego producenta/importera wraz z listą producentów/importerów w UE,
- IUCLID Chemical Data Sheets – karty charakterystyki Międzynarodowej Jednolitej Bazy Danych Informacji Chemicznej,
- Priority Lists, Risk Assessment process and tracking system – w oparciu o Rozporządzenie (EEC) 793/93, znane także jako Rozporządzenie dotyczące substancji istniejących (ESR).

Część z nich została przejęta przez Europejską Agencję Chemikaliów.